# Oedipina chortiorum
Oedipina chortiorum es una especie de salamandra de la familia Plethodontidae.

## Distribución geográfica y hábitat
Habita en Guatemala y Honduras.
Su hábitat natural son bosques húmedos tropicales o subtropicales montanos.